# Raymond Lovell
Raymond Robinson Lovell (* 13. April 1900 in Montreal, Kanada; † 1. Oktober 1953 in London, Vereinigtes Königreich) war ein kanadischstämmiger, nahezu ausschließlich in Großbritannien aktiver Bühnen- und Filmschauspieler.

## Leben und Wirken
Raymond Robinson Lovell kam bereits in jungen Jahren nach England, wo er in den 1920er Jahren an der Universität von Cambridge Medizin studierte. Bald aber entschied er sich zu einem Berufswechsel und ging noch im selben Jahrzehnt ans Theater. Eine zentrale Rolle wurde sein fülliger Britenkönig Heinrich VIII. in dem Stück The Queen Who Kept Her Head. Seit 1934 kam eine Fülle von Filmangeboten hinzu. Der korpulente Lovell spielte zumeist Nebenrollen, lediglich in der Verfilmung (1943) seines größten Bühnenerfolges Warn That Man! (1941), wo er den NS-Spion Hausemann alias Lord Buckley verkörperte, der plant, den Britenpremier Winston Churchill zu entführen, erhielt er eine seiner ganz wenigen Filmhauptrollen.
Der korpulente, mondgesichtige Lovell wurde auf der Leinwand zumeist mit Rollen gravitätischer, wuchtiger Vertreter der Oberschicht, bisweilen auch des (britischen) Königshauses, bedacht. Mehrfach spielte er aber auch bedrohlich wirkende deutsche Militärs und Nazi-Agenten: So sah man ihn beispielsweise als deutschen Geheimdienstchef in Brigitte Horneys englischen Filmabstecher Secret Lives, als Oberst von Steinberg in Under Secret Orders, als U-Boot-Fahrer Leutnant Kuhnecke in dem weitgehend klischeefreien Propagandafilm 49th Parallel, als Professor Winkler in dem Krimi Alibi, als George III. in dem groß angelegten Politikerporträt The Young Mr. Pitt, als Prinzregent in dem publikumswirksamen Kostümfilmdrama Der Herr in Grau, als Lucius Septimus in dem opulenten Historien- und Antikdrama Caesar und Cleopatra, als Sir Frederick Bland in dem sorgfältigen Episodenfilm Quartett und 1951 als Julius Cäsar in der Fernsehadaption von George Bernard Shaws Drama Androklus und der Löwe.

## Privates
Lovell war in erster Ehe mit der Sängerin, Schauspielerin und Dichterin Margot Ruddock (1907–1951) verheiratet. Aus dieser Ehe ging 1934 eine Tochter, die spätere Schauspielerin Simone Lovell, hervor. 1947 heiratete Raymond Lovell die Deutsch-Russin Tamara Desni, ebenfalls eine Schauspielerin. 1951 wurde das Paar wieder geschieden.

## Filmografie
- 1934: Warn London
- 1934: The Third Clue
- 1935: Crime Unlimited
- 1935: Someday
- 1935: King of the Damned
- 1936: Troubled Waters
- 1936: Fair Exchange
- 1936: Gypsy Melody
- 1937: Secret Lives
- 1937: Glamorous Night
- 1937: Midnight Menace
- 1938: Murder Tomorrow
- 1939: Testflug QE 97 (Q Planes)
- 1940: Contraband
- 1939–41: 49th Parallel
- 1941: The Goose Steps Out
- 1942: Alibi
- 1942: Uncensored
- 1942: The Young Mr. Pitt
- 1943: Der Herr in Grau (The Man in Grey)
- 1943: Candlelight in Algeria
- 1943: Hotel Reserve
- 1944: The Way Ahead
- 1945: Caesar und Cleopatra (Caesar and Cleopatra)
- 1946: Rauschgift an Bord (Night Boat to Dublin)
- 1946: Appointment with Crime
- 1947: Abenteuer in Brasilien (The End of the River)
- 1947: Toto-Glück (Easy Money)
- 1948: Sieg und Platz (The Calendar)
- 1948: Der Mann ohne Gewissen (My Brother's Keeper)
- 1948: Quartett (Quartet)
- 1948: Vom sündigen Poeten (The Bad Lord Byron)
- 1949: Wen Frauen träumen (Once Upon a Dream)
- 1949: Drum prüfe wer sich ewig bindet (Fools Rush In)
- 1949: Die Rivalin (Madness of the Heart)
- 1949: Das gefährliche Alter (The Romantic Age)
- 1950: Der Dreckspatz und die Königin (The Mudlark)
- 1951: Androcles and the Lion (Fernsehfilm)
- 1952: Time Gentlemen, Please!
- 1952: Mr. Pickwick (The Pickwick Papers)
- 1953: The Steel Key
- 1953: Kinder unserer Zeit (I vinti)